# Danh sách Chủ tịch Ủy ban nhân dân cấp tỉnh Việt Nam nhiệm kỳ 2021–2026
Dưới đây là danh sách Chủ tịch Ủy ban nhân dân đơn vị hành chính cấp tỉnh của Việt Nam, gồm năm thành phố trực thuộc trung ương và 58 tỉnh, trong nhiệm kỳ 2021–2026. Căn cứ theo Luật Tổ chức chính quyền địa phương 2015, tỉnh, thành phố trực thuộc trung ương được gọi chung là cấp tỉnh, Ủy ban nhân dân của tỉnh, thành phố trực thuộc trung ương được gọi chung là Ủy ban nhân dân cấp tỉnh, và người đứng đầu là Chủ tịch Ủy ban nhân dân cấp tỉnh. Các Chủ tịch Ủy ban nhân dân cấp tỉnh đều là đảng viên Đảng Cộng sản Việt Nam, kiêm nhiệm chức vụ Phó Bí thư Tỉnh ủy của tỉnh thành tương ứng, được bầu vào vị trí Chủ tịch bởi Hội đồng nhân dân cấp tỉnh trong số các đại biểu của Hội đồng nhân dân trong nhiệm kỳ, được phê chuẩn bởi Thủ tướng Chính phủ Việt Nam. Nhiệm kỳ của Chủ tịch tỉnh tương ứng với nhiệm kỳ Hội đồng nhân dân cấp tỉnh, và cũng được miễn nhiệm, bãi nhiệm trong nhiệm kỳ bởi Hội đồng nhân dân.

## Nhiệm kỳ 2021–2026
Các Chủ tịch Ủy ban nhân dân cấp tỉnh nhiệm kỳ 2021–2026 thường được kiện toàn trong giai đoạn cuối năm 2020, tại các kỳ Đại hội đại biểu Đảng bộ tỉnh thành tương ứng vào giai đoạn tháng 9–10 năm 2020, chuẩn bị cho Đại hội đại biểu toàn quốc Đảng Cộng sản Việt Nam lần thứ 13 vào tháng 1 năm 2021. Các Hội đồng nhân dân cấp tỉnh nhiệm kỳ 2016–2021 thường bầu Chủ tịch tỉnh trong kỳ họp bất thường năm 2020, được phê chuẩn bởi Thủ tướng Nguyễn Xuân Phúc, sau đó bầu cử nhiệm kỳ 2021–2026 tại hội nghị đầu tiên của Hội đồng nhân dân khóa mới vào tháng 6–7 năm 2021, các Chủ tịch tỉnh đã kiện toàn khoá trước thường tái đắc cử, được phê chuẩn bởi Thủ tướng Phạm Minh Chính.
Tính đến tháng 7 năm 2021, khi bắt đầu nhiệm kỳ 2021–2026, trong số 63 Chủ tịch Ủy ban nhân dân cấp tỉnh có hai (2) người là Ủy viên Ban Chấp hành Trung ương Đảng Cộng sản Việt Nam khóa XIII tại Hà Nội và Thành phố Hồ Chí Minh; bốn (4) Ủy viên dự khuyết Trung ương; bốn (4) Đại biểu Quốc hội Việt Nam khóa XV; và hai (2) nữ Chủ tịch.

## Danh sách
Ghi chú chung: Cột I tương ứng với nguồn dẫn chiếu; cột II tương ứng với ghi chú.
      Được miễn nhiệm, bãi nhiệm và thay thế trong nhiệm kỳ;       Nữ chính trị gia;       Ủy viên Trung ương;       Ủy viên dự khuyết Trung ương;       Đại biểu Quốc hội Việt Nam khóa XV.
| Tỉnh thành            | Chủ tịch           | Sinh | Quê quán          | Nhậm chức         | Kết thúc             | Vị trí kiêm nhiệm, đồng thời | Chức vụ trước khi được bầu                                                  | I      | II     |
| --------------------- | ------------------ | ---- | ----------------- | ----------------- | -------------------- | --- | --------------------------------------------------------------------------- | ------ | ------ |
| Hà Nội                | Chu Ngọc Anh       | 1965 | Hà Nội            | 25 tháng 9, 2020  | 7 tháng 6, 2022      | Ủy viên Trung ương Đảng Phó Bí thư Thành ủy Hà Nội                                                                                | Bộ trưởng Bộ Khoa học và Công nghệ                                          | [ 8 ]  | [ a ]  |
| Hà Nội                | Trần Sỹ Thanh      | 1971 | Nghệ An           | 22 tháng 7, 2022  | đương nhiệm          | Ủy viên Trung ương Đảng Phó Bí thư Thành ủy Hà Nội                                                                                | Tổng Kiểm toán nhà nước                                                     | [ 9 ]  |        |
| Thành phố Hồ Chí Minh | Nguyễn Thành Phong | 1962 | Bến Tre           | 11 tháng 12, 2015 | 24 tháng 8, 2021     | Ủy viên Trung ương Đảng Phó Bí thư Thành ủy Thành phố Hồ Chí Minh                                                                 | Bí thư Tỉnh ủy Bến Tre                                                      | [ 10 ] | [ b ]  |
| Thành phố Hồ Chí Minh | Phan Văn Mãi       | 1973 | Bến Tre           | 24 tháng 8, 2021  | 20 tháng 2, 2025     | Ủy viên Trung ương Đảng Phó Bí thư thường trực Thành ủy Thành phố Hồ Chí Minh Trường Đoàn Đại biểu Quốc hội Thành phố Hồ Chí Minh | Bí thư Tỉnh ủy Bến Tre                                                      | [ 11 ] |        |
| Thành phố Hồ Chí Minh | Nguyễn Văn Được    | 1968 | Long An           | 20 tháng 2, 2025  | đương nhiệm          | Ủy viên Trung ương Đảng Phó Bí thư Thành ủy Thành phố Hồ Chí Minh                                                                 | Bí thư Tỉnh ủy Long An                                                      | [ 11 ] |        |
| Hải Phòng             | Nguyễn Văn Tùng    | 1964 | Hải Phòng         | 29 tháng 6, 2016  | đương nhiệm          | Phó Bí thư Thành ủy Hải Phòng | Phó Chủ tịch Hải Phòng                                                      | [ 12 ] | [ c ]  |
| Đà Nẵng               | Lê Trung Chinh     | 1969 | Đà Nẵng           | 9 tháng 12, 2020  | đương nhiệm          | Phó Bí thư Thành ủy Đà Nẵng | Phó Chủ tịch Đà Nẵng                                                        | [ 13 ] |        |
| Cần Thơ               | Trần Việt Trường   | 1971 | Hậu Giang         | 15 tháng 10, 2020 | 16 tháng 1, 2025     | Phó Bí thư Thành ủy Cần Thơ | Trưởng Ban Tuyên giáo Thành ủy                                              | [ 14 ] |        |
| Cần Thơ               | Trương Cảnh Tuyên  | 1969 | Thanh Hóa         | 20 tháng 2, 2025  | đương nhiệm          | Phó Bí thư Thành ủy Cần Thơ | Phó Chủ tịch Thường trực Ủy ban nhân dân tỉnh Hậu Giang                     |        |        |
| Bắc Ninh              | Nguyễn Hương Giang | 1969 | Hải Dương         | 14 tháng 11, 2019 | 10 tháng 7, 2024     | Phó Bí thư Tỉnh ủy Bắc Ninh | Chủ tịch Hội đồng nhân dân tỉnh                                             | [ 15 ] | [ d ]  |
| Bắc Ninh              | Vương Quốc Tuấn    | 1977 | Bắc Ninh          | 31 tháng 7, 2024  | đương nhiệm          | Ủy viên dự khuyết Trung ương Đảng Phó Bí thư Tỉnh ủy Bắc Ninh                                                                     | Phó Chủ tịch Thường trực Ủy ban nhân dân tỉnh Bắc Ninh                      |        |        |
| Hà Nam                | Trương Quốc Huy    | 1970 | Nam Định          | 6 tháng 10, 2020  | đương nhiệm          | Phó Bí thư Tỉnh ủy Hà Nam Trường Đoàn Đại biểu Quốc hội Hà Nam                                                                    | Bí thư Thị ủy Duy Tiên                                                      | [ 16 ] |        |
| Hải Dương             | Triệu Thế Hùng     | 1971 | Hà Nội            | 29 tháng 6, 2021  | 12 tháng 8, 2024     | Phó Bí thư Tỉnh ủy Hải Dương | Phó Bí thư thường trực Tỉnh ủy                                              | [ 17 ] | [ e ]  |
| Hải Dương             | Lê Ngọc Châu       | 1972 | Hà Nội            | 4 tháng 9, 2024   | đương nhiệm          | Phó Bí thư Tỉnh ủy Hải Dương | Thiếu tướng, Tư lệnh Bộ Tư lệnh Cảnh sát Cơ động                            |        |        |
| Hưng Yên              | Trần Quốc Văn      | 1968 | Hưng Yên          | 30 tháng 11, 2020 | đương nhiệm          | Phó Bí thư Tỉnh ủy Hưng Yên | Bí thư Huyện ủy Văn Lâm                                                     | [ 18 ] |        |
| Nam Định              | Phạm Đình Nghị     | 1965 | Nam Định          | 28 tháng 10, 2015 | đương nhiệm          | Phó Bí thư Tỉnh ủy Nam Định | Bí thư Thành ủy Nam Định                                                    | [ 19 ] | [ f ]  |
| Ninh Bình             | Phạm Quang Ngọc    | 1973 | Ninh Bình         | 9 tháng 12, 2020  | đương nhiệm          | Phó Bí thư Tỉnh ủy Ninh Bình | Phó Chủ tịch Ninh Bình                                                      | [ 20 ] |        |
| Thái Bình             | Nguyễn Khắc Thận   | 1974 | Thái Bình         | 18 tháng 11, 2020 | 15 tháng 1, 2025     | Bí thư Tỉnh ủy Thái Bình | Phó Chủ tịch Thái Bình                                                      | [ 21 ] |        |
| Thái Bình             | Nguyễn Mạnh Hùng   | 1974 | Hà Nội            | 15 tháng 1, 2025  | đương nhiệm          | Phó Bí thư Tỉnh ủy Thái Bình | Ủy viên Ủy ban Kiểm tra Trung ương                                          |        |        |
| Vĩnh Phúc             | Lê Duy Thành       | 1969 | Vĩnh Phúc         | 30 tháng 10, 2020 | 8 tháng 3, 2024      | Phó Bí thư Tỉnh ủy Vĩnh Phúc | Phó Chủ tịch Vĩnh Phúc                                                      | [ 22 ] | [ g ]  |
| Vĩnh Phúc             | Trần Duy Đông      | 1979 | Thanh Hóa         | 31 tháng 7, 2024  | đương nhiệm          | Phó Bí thư Tỉnh ủy Vĩnh Phúc | Thứ trưởng Bộ Kế hoạch và Đầu tư                                            |        |        |
| Điện Biên             | Lê Thành Đô        | 1968 | Thái Bình         | 10 tháng 11, 2020 | đương nhiệm          | Phó Bí thư Tỉnh ủy Điện Biên | Phó Chủ tịch Điện Biên                                                      | [ 23 ] |        |
| Hòa Bình              | Bùi Văn Khánh      | 1964 | Hòa Bình          | 17 tháng 7, 2019  | 12 tháng 12, 2024    | Phó Bí thư Tỉnh ủy Hòa Bình | Phó Chủ tịch Hòa Bình                                                       | [ 24 ] | [ h ]  |
| Hòa Bình              | Bùi Đức Hinh       | 1968 | Hòa Bình          | 17 tháng 12, 2024 | đương nhiệm          | Phó Bí thư Tỉnh ủy Hòa Bình | Phó Bí thư Thường trực Tỉnh ủy Hòa Bình Chủ tịch Hội đồng nhân dân tỉnh     |        | [ i ]  |
| Lai Châu              | Trần Tiến Dũng     | 1975 | Nam Định          | 28 tháng 2, 2019  | 17 tháng 5, 2023     | Phó Bí thư Tỉnh ủy Lai Châu | Thứ trưởng Bộ Tư pháp                                                       | [ 25 ] | [ j ]  |
| Lai Châu              | Lê Văn Lương       | 1968 | Hà Nam            | 11 tháng 7, 2023  | đương nhiệm          | Phó Bí thư Tỉnh ủy Lai Châu | Phó Bí thư thường trực Tỉnh ủy                                              | [ 26 ] |        |
| Lào Cai               | Trịnh Xuân Trường  | 1977 | Lào Cai           | 9 tháng 11, 2020  | đương nhiệm          | Bí thư Tỉnh ủy Lào Cai | Phó Chủ tịch Lào Cai                                                        | [ 27 ] |        |
| Sơn La                | Hoàng Quốc Khánh   | 1969 | Sơn La            | 12 tháng 6, 2019  | 07 tháng 11, 2024    | Bí thư Tỉnh ủy Sơn La | Chủ nhiệm Ủy ban Kiểm tra Tỉnh ủy                                           | [ 28 ] | [ k ]  |
| Sơn La                | Nguyễn Đình Việt   | 1977 | Hưng Yên          | 7 tháng 11, 2024  | đương nhiệm          | Phó Bí thư Tỉnh ủy Sơn La | Phó Chủ nhiệm Ủy ban Kinh tế Quốc hội                                       |        |        |
| Yên Bái               | Trần Huy Tuấn      | 1974 | Yên Bái           | 2 tháng 10, 2020  | 9 tháng 12, 2024     | Phó Bí thư Tỉnh ủy Yên Bái | Trưởng ban Tổ chức Tỉnh ủy                                                  | [ 29 ] | [ l ]  |
| Yên Bái               | Nguyễn Tuấn Anh    | 1975 | Hà Nội            | 9 tháng 12, 2024  | đương nhiệm          | Phó Bí thư Tỉnh ủy Yên Bái | Phó Trưởng ban Công tác Đại biểu Quốc hội                                   |        |        |
| Bắc Giang             | Lê Ánh Dương       | 1966 | Ninh Bình         | 8 tháng 12, 2020  | 30 tháng 9, 2024     | Phó Bí thư Tỉnh ủy Bắc Giang | Phó Chủ tịch Bắc Giang                                                      | [ 30 ] |        |
| Bắc Giang             | Nguyễn Việt Oanh   | 1980 | Bắc Giang         | 02 tháng 01, 2025 | đương nhiệm          | Phó Bí thư Tỉnh ủy Bắc Giang | Trưởng ban Tuyên giáo Tỉnh ủy Bắc Giang                                     |        |        |
| Bắc Kạn               | Nguyễn Long Hải    | 1976 | Phú Thọ           | 11 tháng 12, 2020 | 8 tháng 9, 2021      | Ủy viên dự khuyết Trung ương Đảng Phó Bí thư Tỉnh ủy Bắc Kạn                                                                      | Phó Chủ tịch Lạng Sơn                                                       | [ 31 ] | [ m ]  |
| Bắc Kạn               | Nguyễn Đăng Bình   | 1978 | Hà Nội            | 8 tháng 9, 2021   | đương nhiệm          | Phó Bí thư Tỉnh ủy Bắc Kạn | Phó Chánh Văn phòng Trung ương                                              | [ 32 ] |        |
| Cao Bằng              | Hoàng Xuân Ánh     | 1964 | Cao Bằng          | 27 tháng 5, 2015  | đương nhiệm          | Phó Bí thư Tỉnh ủy Cao Bằng | Chủ nhiệm Ủy ban Kiểm tra Tỉnh ủy                                           | [ 33 ] | [ n ]  |
| Hà Giang              | Nguyễn Văn Sơn     | 1964 | Hà Nội            | 10 tháng 12, 2015 | 01 tháng 12, 2024    | Phó Bí thư Tỉnh ủy Hà Giang | Phó Chủ tịch Hà Giang                                                       | [ 34 ] | [ o ]  |
| Hà Giang              | Phan Huy Ngọc      | 1972 | Vĩnh Phúc         | 30 tháng 12, 2024 | đương nhiệm          | Phó Bí thư Tỉnh ủy Hà Giang | Đại tá, Giám đốc Công an tỉnh Hà Giang                                      |        |        |
| Lạng Sơn              | Hồ Tiến Thiệu      | 1965 | Lạng Sơn          | 17 tháng 7, 2020  | đương nhiệm          | Phó Bí thư Tỉnh ủy Lạng Sơn | Phó Chủ tịch Lạng Sơn                                                       | [ 34 ] |        |
| Phú Thọ               | Bùi Văn Quang      | 1967 | Phú Thọ           | 27 tháng 3, 2019  | đương nhiệm          | Phó Bí thư Tỉnh ủy Phú Thọ | Phó Chủ tịch Phú Thọ                                                        | [ 36 ] |        |
| Quảng Ninh            | Nguyễn Tường Văn   | 1971 | Hải Phòng         | 31 tháng 10, 2020 | 15 tháng 11, 2022    | Phó Bí thư Tỉnh ủy Quảng Ninh | Thứ trưởng Bộ Xây dựng                                                      | [ 37 ] | [ p ]  |
| Quảng Ninh            | Cao Tường Huy      | 1973 | Nam Định          | 2 tháng 12, 2022  | 30 tháng 11, 2024    | Thường vụ Tỉnh ủy Quảng Ninh | Phó Chủ tịch Quảng Ninh                                                     | [ 38 ] |        |
| Quảng Ninh            | Phạm Đức Ấn        | 1970 | Nghệ An           | 30 tháng 11, 2024 | đương nhiệm          | Phó Bí thư Tỉnh ủy Quảng Ninh | Chủ tịch HĐTV Agribank                                                      |        |        |
| Thái Nguyên           | Trịnh Việt Hùng    | 1977 | Hải Dương         | 10 tháng 12, 2020 | 6 tháng 9, 2024      | Ủy viên dự khuyết Trung ương Đảng Bí thư Tỉnh ủy Thái Nguyên                                                                      | Phó Chủ tịch Thái Nguyên                                                    | [ 39 ] |        |
| Thái Nguyên           | Nguyễn Huy Dũng    | 1983 | Hà Tĩnh           | 6 tháng 9, 2024   | đương nhiệm          | Phó Bí thư Tỉnh ủy Thái Nguyên | Thứ trưởng Bộ Thông tin và Truyền thông                                     |        |        |
| Tuyên Quang           | Nguyễn Văn Sơn     | 1970 | Tuyên Quang       | 26 tháng 8, 2020  | đương nhiệm          | Phó Bí thư Tỉnh ủy Tuyên Quang | Chủ tịch Hội đồng nhân dân tỉnh                                             | [ 40 ] | [ q ]  |
| Thanh Hóa             | Đỗ Minh Tuấn       | 1972 | Thanh Hóa         | 6 tháng 12, 2020  | đương nhiệm          | Phó Bí thư Tỉnh ủy Thanh Hóa | Phó Bí thư thường trực Tỉnh ủy                                              | [ 41 ] |        |
| Nghệ An               | Nguyễn Đức Trung   | 1974 | Thanh Hóa         | 18 tháng 3, 2020  | 02 tháng 1, 2025     | Bí thư Tỉnh ủy Nghệ An | Thứ trưởng Bộ Kế hoạch và Đầu tư                                            | [ 42 ] |        |
| Nghệ An               | Lê Hồng Vinh       | 1974 | Nghệ An           | 02 tháng 1, 2025  | đương nhiệm          | Phó Bí thư Tỉnh ủy Nghệ An | Phó Chủ tịch Thường trực Ủy ban nhân dân tỉnh                               |        |        |
| Hà Tĩnh               | Võ Trọng Hải       | 1968 | Hà Tĩnh           | 16 tháng 4, 2021  | đương nhiệm          | Phó Bí thư Tỉnh ủy Hà Tĩnh | Giám đốc Công an tỉnh Hà Tĩnh                                               | [ 43 ] | [ r ]  |
| Quảng Bình            | Trần Thắng         | 1966 | Quảng Bình        | 20 tháng 11, 2020 | 17 tháng 12, 2024    | Phó Bí thư Tỉnh ủy Quảng Bình | Phó Bí thư thường trực Tỉnh ủy                                              | [ 44 ] |        |
| Quảng Bình            | Trần Phong         | 1974 | Quảng Bình        | 17 tháng 12, 2024 | đương nhiệm          | Phó Bí thư Tỉnh ủy Quảng Bình | Bí thư Thành ủy Đồng Hới                                                    |        |        |
| Quảng Trị             | Võ Văn Hưng        | 1972 | Quảng Trị         | 9 tháng 6, 2020   | đương nhiệm          | Phó Bí thư Tỉnh ủy Quảng Trị | Bí thư Thành ủy Đông Hà                                                     | [ 45 ] |        |
| Thừa Thiên Huế        | Nguyễn Văn Phương  | 1970 | Thừa Thiên Huế    | 28 tháng 6, 2021  | đương nhiệm          | Phó Bí thư Tỉnh ủy Thừa Thiên Huế                                                                                                 | Phó Chủ tịch Thừa Thiên Huế                                                 | [ 46 ] |        |
| Quảng Nam             | Lê Trí Thanh       | 1970 | Quảng Nam         | 29 tháng 11, 2019 | 8 tháng 4, 2024      | Phó Bí thư Tỉnh ủy Quảng Nam | Phó Chủ tịch Quảng Nam                                                      | [ 47 ] |        |
| Quảng Nam             | Lê Văn Dũng        | 1966 | Quảng Nam         | 8 tháng 4, 2024   | đương nhiệm          | Phó Bí thư Tỉnh ủy Quảng Nam | Phó Bí thư Thường trực Tỉnh ủy Quảng Nam Trưởng đoàn Đại biểu Quốc hội tỉnh |        |        |
| Quảng Ngãi            | Đặng Văn Minh      | 1966 | Quảng Ngãi        | 15 tháng 9, 2020  | 8 tháng 3, 2024      | Phó Bí thư Tỉnh ủy Quảng Ngãi | Trưởng ban Tổ chức Tỉnh ủy                                                  | [ 48 ] | [ s ]  |
| Quảng Ngãi            | Nguyễn Hoàng Giang | 1971 | Hải Phòng         | 2 tháng 8, 2024   | đương nhiệm          | Phó Bí thư Tỉnh ủy Quảng Ngãi | Thứ trưởng Bộ Khoa học và Công nghệ                                         |        |        |
| Bình Định             | Nguyễn Phi Long    | 1976 | Yên Bái           | 6 tháng 12, 2020  | 25 tháng 7, 2022     | Ủy viên dự khuyết Trung ương Đảng Phó Bí thư Tỉnh ủy Bình Định                                                                    | Phó Chủ tịch Bình Định                                                      | [ 49 ] | [ t ]  |
| Bình Định             | Phạm Anh Tuấn      | 1973 | Hà Tĩnh           | 19 tháng 9, 2022  | đương nhiệm          | Phó Bí thư Tỉnh ủy Bình Định | Thứ trưởng Bộ Thông tin và Truyền thông                                     | [ 50 ] |        |
| Phú Yên               | Trần Hữu Thế       | 1973 | Phú Yên           | 16 tháng 11, 2020 | 1 tháng 11, 2022     | Phó Bí thư Tỉnh ủy Phú Yên | Phó Chủ tịch Phú Yên                                                        | [ 51 ] | [ u ]  |
| Phú Yên               | Tạ Anh Tuấn        | 1969 | Hà Nội            | 18 tháng 11, 2022 | đương nhiệm          | Phó Bí thư Tỉnh ủy Phú Yên | Thứ trưởng Bộ Tài chính                                                     | [ 52 ] |        |
| Khánh Hòa             | Nguyễn Tấn Tuân    | 1964 | Khánh Hòa         | 21 tháng 2, 2020  | đương nhiệm          | Phó Bí thư Tỉnh ủy Khánh Hòa | Chủ tịch Hội đồng nhân dân tỉnh                                             | [ 53 ] | [ v ]  |
| Ninh Thuận            | Trần Quốc Nam      | 1971 | Quảng Ngãi        | 16 tháng 11, 2020 | đương nhiệm          | Phó Bí thư Tỉnh ủy Ninh Thuận Trường Đoàn Đại biểu Quốc hội Ninh Thuận                                                            | Trưởng ban Tổ chức Tỉnh ủy                                                  | [ 54 ] |        |
| Bình Thuận            | Lê Tuấn Phong      | 1974 | Bình Thuận        | 17 tháng 1, 2021  | 4 tháng 11, 2022     | Phó Bí thư Tỉnh ủy Bình Thuận | Phó Chủ tịch Bình Thuận                                                     | [ 55 ] | [ w ]  |
| Bình Thuận            | Đoàn Anh Dũng      | 1977 | Hà Tĩnh           | 18 tháng 11, 2022 | đương nhiệm          | Phó Bí thư Tỉnh ủy Bình Thuận | Ủy viên Ủy ban Kiểm tra Trung ương                                          | [ 56 ] |        |
| Đắk Lắk               | Phạm Ngọc Nghị     | 1965 | Quảng Ngãi        | 10 tháng 2, 2015  | đương nhiệm          | Phó Bí thư Tỉnh ủy Đắk Lắk | Giám đốc Sở Kế hoạch và Đầu tư                                              | [ 57 ] | [ x ]  |
| Đắk Nông              | Hồ Văn Mười        | 1969 | Quảng Nam         | 30 tháng 6, 2021  | đương nhiệm          | Phó Bí thư Tỉnh ủy Đắk Nông | Giám đốc Công an tỉnh Đắk Nông                                              | [ 58 ] | [ y ]  |
| Gia Lai               | Võ Ngọc Thành      | 1963 | Bình Định         | 7 tháng 9, 2015   | 16 tháng 9, 2022     | Phó Bí thư Tỉnh ủy Gia Lai | Bí thư Thành ủy Pleiku                                                      | [ 59 ] | [ z ]  |
| Gia Lai               | Trương Hải Long    | 1976 | Bắc Ninh          | 19 tháng 9, 2022  | 30 tháng 5, 2024     | Phó Bí thư Tỉnh ủy Gia Lai | Thứ trưởng Bộ Nội vụ                                                        | [ 60 ] |        |
| Gia Lai               | Rah Lan Chung      | 1971 | Gia Lai           | 27 tháng 8, 2024  | đương nhiệm          | Phó Bí thư Tỉnh ủy Gia Lai | Phó Bí thư Tỉnh ủy Gia Lai                                                  |        |        |
| Kon Tum               | Lê Ngọc Tuấn       | 1965 | Quảng Nam         | 23 tháng 10, 2020 | đương nhiệm          | Phó Bí thư Tỉnh ủy Kon Tum | Phó Chủ tịch Kon Tum                                                        | [ 61 ] |        |
| Lâm Đồng              | Trần Văn Hiệp      | 1965 | Lâm Đồng          | 18 tháng 11, 2020 | 19 tháng 4, năm 2024 | Phó Bí thư Tỉnh ủy Lâm Đồng | Trưởng ban Tuyên giáo Tỉnh ủy                                               | [ 62 ] | [ aa ] |
| Lâm Đồng              | Trần Hồng Thái     | 1974 | Hà Tĩnh           | 23 tháng 8, 2024  | đương nhiệm          | Phó Bí thư Tỉnh ủy Lâm Đồng | Thứ trưởng Bộ Khoa học và Công nghệ                                         |        |        |
| Bà Rịa Vũng Tàu       | Nguyễn Văn Thọ     | 1968 | Bà Rịa – Vũng Tàu | 13 tháng 12, 2019 | đương nhiệm          | Phó Bí thư Tỉnh ủy Bà Rịa – Vũng Tàu                                                                                              | Bí thư Huyện ủy Xuyên Mộc                                                   | [ 63 ] |        |
| Bình Dương            | Võ Văn Minh        | 1972 | Bình Dương        | 6 tháng 7, 2021   | đương nhiệm          | Phó Bí thư Tỉnh ủy Bình Dương | Chủ tịch Hội đồng nhân dân tỉnh                                             | [ 64 ] |        |
| Bình Phước            | Trần Tuệ Hiền      | 1969 | Quảng Nam         | 9 tháng 12, 2019  | đương nhiệm          | Phó Bí thư Tỉnh ủy Bình Phước | Chủ tịch Hội đồng nhân dân tỉnh                                             | [ 65 ] |        |
| Đồng Nai              | Cao Tiến Dũng      | 1972 | Quảng Nam         | 30 tháng 8, 2019  | 1 tháng 8, 2023      | Phó Bí thư Tỉnh ủy Đồng Nai | Bí thư Huyện ủy Long Thành                                                  | [ 66 ] | [ ab ] |
| Đồng Nai              | Võ Tấn Đức         | 1970 | Đồng Nai          | 19 tháng 8, 2024  | đương nhiệm          | Phó Bí thư Tỉnh ủy Đồng Nai | Quyền Chủ tịch Ủy ban nhân dân tỉnh                                         |        |        |
| Tây Ninh              | Nguyễn Thanh Ngọc  | 1969 | Long An           | 20 tháng 8, 2020  | đương nhiệm          | Phó Bí thư Tỉnh ủy Tây Ninh | Phó Chủ tịch Tây Ninh                                                       | [ 67 ] |        |
| An Giang              | Nguyễn Thanh Bình  | 1964 | An Giang          | 27 tháng 5, 2019  | 21 tháng 3, 2024     | Phó Bí thư Tỉnh ủy An Giang | Quyền Chủ tịch                                                              | [ 68 ] | [ ac ] |
| An Giang              | Hồ Văn Mừng        | 1977 | Khánh Hòa         | 12 tháng 9, 2024  | đương nhiệm          | Ủy viên dự khuyết Trung ương Đảng Phó Bí thư Tỉnh ủy An Giang                                                                     | Bí thư Thành ủy Nha Trang                                                   |        |        |
| Bạc Liêu              | Phạm Văn Thiều     | 1970 | Bạc Liêu          | 23 tháng 11, 2020 | đương nhiệm          | Phó Bí thư Tỉnh ủy Bạc Liêu | Trưởng ban Tổ chức Tỉnh ủy                                                  | [ 69 ] |        |
| Bến Tre               | Trần Ngọc Tam      | 1965 | Bến Tre           | 31 tháng 10, 2020 | đương nhiệm          | Phó Bí thư Tỉnh ủy Bến Tre | Phó Chủ tịch Bến Tre                                                        | [ 70 ] |        |
| Cà Mau                | Huỳnh Quốc Việt    | 1976 | Cà Mau            | 2 tháng 7, 2021   | 12 tháng 7, 2024     | Ủy viên dự khuyết Trung ương Đảng Phó Bí thư Tỉnh ủy Cà Mau                                                                       | Phó Bí thư thường trực Tỉnh ủy                                              | [ 71 ] |        |
| Cà Mau                | Phạm Thành Ngại    | 1971 | Cà Mau            | 11 tháng 11, 2024 | đương nhiệm          | Phó Bí thư Tỉnh ủy Cà Mau | Phó Bí thư Thường trực Tỉnh ủy Cà Mau                                       |        |        |
| Đồng Tháp             | Phạm Thiện Nghĩa   | 1966 | Đồng Tháp         | 8 tháng 12, 2020  | đương nhiệm          | Phó Bí thư Tỉnh ủy Đồng Tháp | Phó Chủ tịch Đồng Tháp                                                      | [ 72 ] |        |
| Hậu Giang             | Đồng Văn Thanh     | 1969 | Cần Thơ           | 10 tháng 11, 2020 | đương nhiệm          | Phó Bí thư Tỉnh ủy Hậu Giang | Phó Chủ tịch Hậu Giang                                                      | [ 73 ] |        |
| Kiên Giang            | Lâm Minh Thành     | 1972 | Kiên Giang        | 6 tháng 11, 2020  | 26 tháng 12, 2024    | Phó Bí thư Tỉnh ủy Kiên Giang | Phó Chủ tịch Kiên Giang                                                     | [ 74 ] |        |
| Kiên Giang            | Nguyễn Thanh Nhàn  | 1977 | Kiên Giang        | 26 tháng 12, 2024 | đương nhiệm          | Phó Bí thư Tỉnh ủy Kiên Giang | Phó Chủ tịch Thường trực Ủy ban nhân dân tỉnh                               |        |        |
| Long An               | Nguyễn Văn Út      | 1969 | Long An           | 11 tháng 11, 2020 | đương nhiệm          | Phó Bí thư Tỉnh ủy Long An | Phó Chủ tịch Long An                                                        | [ 75 ] |        |
| Sóc Trăng             | Trần Văn Lâu       | 1970 | Sóc Trăng         | 10 tháng 11, 2020 | đương nhiệm          | Phó Bí thư Tỉnh ủy Sóc Trăng | Chỉ huy trưởng Bộ Chỉ huy Quân sự                                           | [ 76 ] | [ ad ] |
| Tiền Giang            | Nguyễn Văn Vĩnh    | 1967 | Tiền Giang        | 11 tháng 12, 2020 | đương nhiệm          | Phó Bí thư Tỉnh ủy Tiền Giang | Trưởng ban Nội chính Tỉnh ủy                                                | [ 77 ] |        |
| Trà Vinh              | Lê Văn Hẳn         | 1970 | Trà Vinh          | 5 tháng 11, 2020  | đương nhiệm          | Phó Bí thư Tỉnh ủy Trà Vinh | Phó Chủ tịch Trà Vinh                                                       | [ 78 ] |        |
| Vĩnh Long             | Lữ Quang Ngời      | 1972 | Tiền Giang        | 13 tháng 1, 2020  | đương nhiệm          | Phó Bí thư Tỉnh ủy Vĩnh Long | Phó Chủ tịch Vĩnh Long                                                      | [ 79 ] |        |